# Lipprechterode
Lipprechterode es un municipio situado en el distrito de Nordhausen, en el estado federado de Turingia (Alemania), a una altitud de 230 metros. Su población a finales de 2016 era de unos 530 habitantes y su densidad poblacional, 55 hab/km².
Se encuentra ubicado a poca distancia al sur de la frontera con los estados de Sajonia-Anhalt y Baja Sajonia.